# Monarch Automobile Company

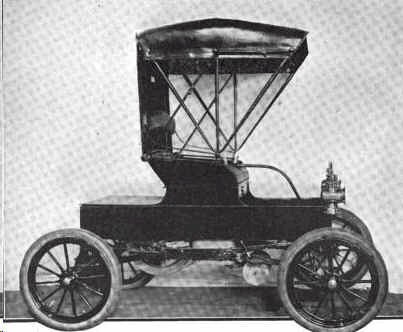
Monarch von 1905

Monarch Automobile Company war ein US-amerikanischer Hersteller von Automobilen.

## Unternehmensgeschichte
P. J. Dasey warb bereits 1903 für sein Fahrzeug, obwohl er damals in Chicago in Illinois keine Produktion starten konnte. 1905 zog er nach Aurora in Illinois und gründete dort das Unternehmen. E. B. Overshiner war Präsident, D. W. Simpson Vizepräsident, William George Schatzmeister, Frank Doussang Sekretär und A. B. McCord Generalmanager. Im gleichen Jahr begann die Produktion von Automobilen. Der Markenname lautete Monarch. 1906 kam es zu einer Insolvenz, die jedoch überstanden wurde. In dem Jahr standen George und McCord außerdem in Verbindung mit der Emancipator Automobile Company in der gleichen Stadt. Im Sommer 1908 endete die Produktion.
Weitere US-amerikanische Hersteller von Personenkraftwagen der Marke Monarch waren Milwaukee Motor Manufacturing Company, Monarch Motor Car Company (Illinois), Monarch Machine Company und Monarch Motor Car Company (Michigan).

## Fahrzeuge
Das einzige Modell war ein Runabout. Er hatte einen luftgekühlten Einzylindermotor mit 7 PS Leistung. Das Fahrgestell hatte 173 cm Radstand. Gelenkt wurde anfangs mit einem Lenkhebel und erst ab 1907 mit einem Lenkrad.